# James Kyson Lee
James Kyson Lee (Szöul, Dél-Korea, 1975. december 13. –) dél-koreai születésű amerikai színész, aki Dél-Korea fővárosában, Szöulban született. Szüleivel 10 éves korában az Amerikai Egyesült Államokba költöztek és New Yorkban telepedtek le. Középső neve édesapja és édesanyja keresztneveinek – K  és Y – kezdőbetűiből és az angol „fiúgyermek” („son”) szóból tevődött össze.
Lee a Bronx High School Of Science középiskolában tanult, majd a Bostoni Egyetem kommunikáció szakos hallgatója lett. Ezt követte a New England Institute of the Arts intézmény, ahol zenés, táncos és improvizációs szerepekre is felkészítették.
2001 nyarán Los Angelesbe költözött, hogy megpróbálja elindítani színészi karrierjét. Kezdetben színpadi produkciókban lépett fel, mint például a Hair, emellett pedig bárokban zongorázott és énekelt. Később számos reklámfilmben tűnt fel.
2003-ban első televíziós meghallgatásán megkapta a JAG – Becsületbeli ügyek egy vendégszerepét. Ezt további szerepek követték többek között az Alias, Az elnök emberei, a Heist és a Las Vegas című televíziósorozatokban.
2006-ban visszatérő szerepet kapott a Hősök című sorozatban, ahol a különleges képességű japán Hiro Nakamura barátját, Ando Masahashit alakítja. Miután szélesebb közönség előtt is ismertté vált, 2007 és 2008 folyamán több filmben is fel fog tűnni.